# 摩尼光佛 (霞浦文书)
摩尼光佛，是摩尼教文献集霞浦文书中最长、最重要的文书资料，由长达83页、659行（列）、8300多个汉字组成，2008年发现于福建省霞浦县柏洋乡上万村，现由柏洋一带的摩尼教传承人陈培生大师保管。
《摩尼光佛》现存的文本是几百年前抄录的，但文字内容可以追溯至9—11世纪的宋元时期，文本内容以佛教为粉饰，但保留了摩尼教的独立性，有浓烈的摩尼教色彩。文献中还有很多使用汉语转录的中古波斯语词汇。

## 内容
《摩尼光佛》的原本共有83页、659列，内含8300多个汉字，由于尾页是空白的，实际文字内容共有82页。《摩尼光佛》共有16个章节，分别是《下生贊》《吉斯咒》《天王贊》《稱揚禮拜大聖，世尊》《啟請諸法眾》 《開壇贊》 《恭敬十方常住三寶》《三皈依》《依佛漸修，如法炷焚修》 《大香贊》《対土地贊》《隨案唱五雷子》《歇時做信禮》《隨案唱蓮台》《五佛記》和《新明界》。
《摩尼光佛》中存在大量与摩尼教敦煌漢語文書类似的内容与译名，但不完全相同。